# Вудвилл (Иллинойс)
Вудвилл (англ. Woodville) — невключённая территория в округе Адамс (штат Иллинойс, США). Располагается вдоль трассы 336 штата Иллинойс к северо-востоку от города Лорейн.